# Graumelierter Alpen-Würfel-Dickkopffalter
Der Graumelierte Alpen-Würfel-Dickkopffalter, auch Andromeda-Dickkopf(falter) (Pyrgus andromedae) ist ein Schmetterling aus der Familie der Dickkopffalter (Hesperiidae).

## Merkmale
Die Vorderflügellänge beträgt 13 bis 15 Millimeter. Die Oberseite gleicht der vom Sonnenröschen-Würfel-Dickkopffalter. Auf den Vorderflügeln befinden sich mittelgroße, klare weiße Flecke, darunter ein kleiner Fleck an der Basis der Zelle zwei und zwei längliche, kleine Flecke direkt daneben in Zelle 1b. Auf den Hinterflügeln befinden sich kaum erkennbare helle Flecke. Die Unterseite der Hinterflügel ist olivbraun bis gelblich. Es ist ein großer Diskoidalfleck entlang der Medianader gegen die Basis gezogen zu sehen ("weißes Ausrufungszeichen" auf dem grauschwarzen Grund). Die Grundfarbe ist in den Zellen 1a und 1b dunkler, meist dunkelgrau. In der Zelle 1c befindet sich ein runder weißer Fleck, darüber ein kurzer weißer Strich. Beide Geschlechter haben dieselben Zeichnungen.
Die Raupe ist dunkelgrau mit einem dunklen Kopf. Sie besitzt als Besonderheit unter den Pyrgus-Arten ein dunkles Analschild, das bis zum L5-Stadium erhalten bleibt (bei anderen Pyrgus-Arten wird es zumindest im letzten Stadium zurückgebildet). Das letzte Stadium ist etwa 18 bis 20 Millimeter lang.
Die Puppe ist an der Unterseite zeichnungslos bräunlich. Ihr fehlt die bei anderen Pyrgus-Arten typische blaugraue Bereifung der mittleren Abdominalsegmenten.

## Geographische Vorkommen und Lebensraum
Der Graumelierte Alpen-Würfel-Dickkopffalter ist in den Gebirgen Skandinaviens bis zum Nordkap,  sowie in den Pyrenäen, in den Alpen und in höheren Gegenden der Balkanhalbinsel beheimatet. Er ist in Gebirgen auf stark sonnenexponierten, niedrigwüchsigen und oft steinigen Bergmatten anzutreffen. In den Alpen kommt er zwischen 1700 und etwa 2500 Meter Höhe über NN vor. In Nordskandinavien auch auf Meereshöhe.

## Lebensweise
Die Art weist einen zweijährigen Entwicklungszyklus auf. Dabei überwintert zunächst die Raupe im ersten Stadium (selten auch als L2 oder L3), im zweiten Winter dann die Puppe. Häufig sind daher auch stark unterschiedliche Falterzahlen jeweils in zweijährigem Rhythmus. Die Entwicklung der Art ist temperaturgesteuert, die jeweilige Überwinterung wird meist durch niedrige Nachttemperaturen ausgelöst. In der Zucht unter optimalen Temperaturen (27 °C) entwickelt sich die Raupe direkt weiter zur Puppe (sieben bis acht Wochen Entwicklungsdauer vom Ei zur Puppe; bei sieben Tagen im Ei). Eine Puppe (von vier Puppen in Zucht) schlüpfte nach sechs Wochen Puppenruhe zum Falter, während die drei anderen Puppen zur Überwinterung übergingen. Die Flugzeit der Falter reicht von Ende Mai bis August. In Mitteleuropa ist sie meist auf Juni und Juli oder nur den Juli beschränkt. Die Eier werden in polsterartigen Gruppen an die Blattunterseite der Raupennahrungspflanze gelegt. Die Raupen leben in den Alpen ausschließlich von Weißer Silberwurz (Dryas octopetala). Für Skandinavien werden als Raupennahrungspflanzen Thüringisches Fingerkraut (Potentilla thuringiaca) und Alchemilla glomerulans und Malven (Malva sp.) angegeben Wagner (2003, 2006) weist diese Angaben zur Raupennahrung zurück und besteht auf Weißer Silberwurz (Dryas octopetala) als ausschließliche Raupennahrung. Die jüngeren Raupen leben in einer Art von Gehäuse zwischen lebenden und abgestorbenen Blättern der Raupennahrungspflanzen. Hier überwintert die Raupe ein erstes Mal. Die älteren Raupen leben tief innerhalb der Polster. Die Verpuppung erfolgt ab Mitte Juli bis Ende August, in wärmeren Jahren auch schon Anfang Juli. Die Puppe überwintert dann erneut. Erst im Juni/Juli des darauf folgenden Jahres schlüpft der Falter.

## Gefährdung
Die Art ist in Deutschland schon immer sehr selten und geographisch stark begrenzt.